# ランボルギーニ・LM001
ランボルギーニ・LM001 (Lamborghini LM001)はイタリアの自動車メーカーであるランボルギーニによって製造されたオフロードタイプのコンセプトカーである。
1981年のジュネーブモーターショーで発表され、ジャルパとともに展示された。

## 概要
LM001はチーターの後継として誕生したモデルで、チーターのコンセプトを受け継いで再設計された。チーターがクライスラー製エンジンを搭載していたのに対し、LM001はアメリカン・モーターズ（AMC）製の5.9L V型8気筒エンジンを搭載していた。最高出力は180PS (134kW)。量産モデルにはカウンタックと共通のV型12気筒エンジンを搭載する計画だった。
LM001はチーターと同じミッドシップエンジンだったため、ハンドリングに悪影響を及ぼし、プロトタイプが1台製造されたのみで量産は行われなかった。
その後、エンジンをフロントに配置したLMA002が発表され、多くの変更が行われた後、LM002として量産されることとなった。